# プロプリズム
数学の高次元（特に四次元以上）の幾何学におけるプロプリズム（英: proprism; 積角柱）は、ふたつ以上の（その各々が二次元以上の）（超）多面体のデカルト積として得られる超多面体を言う。"pro-prism"（積角柱）は product prism（角柱の直積）のかばん語で、ジョン・ホートン・コンウェイによる造語である。プロプリズムの占める空間の次元は、その各直積因子の次元の総和と等しい。また、プロプリズムは一様超多面体 の（高次元）面としてしばしば生じる。

## 性質
- 各プロプリズムの頂点の総数は、その直積因子となる各超多面体の頂点数の総積に等しい。
- 各プロプリズムの最小対称度（英語版）（対称性の数）は、その直積因子となる各超多面体の対称度の総積に等しい。高次の対称度を持ち得るのは、直積因子となる超多面体に同じものがあるときに限る。
- プロプリズムが凸（英語版）となるのは、その直積因子がすべて凸となるときである。

## 二項の積
とくに、二つの（超）多面体（それぞれの次元が 2 以上）の直積として得られる超多面体を双角柱 (duoprism) と呼ぶ。ふたつの直積因子がそれぞれ k-次元および l-次元多面体であるとき、それらの直積は (k + l)-次元の多面体である。
大抵の場合には「双角柱」と言えば二つの多角形の直積として得られる四次元の図形を指している。この意味の双角柱は、四次元について述べた (Henry P. Manning 1910) では double prism（二重角柱）と呼ばれている。
考える二つの多角形をそれぞれ点集合とみて P1, P2 とすれば、それら二つのデカルト積は点集合として {\displaystyle P_{1}\times P_{2}=\{(x,y,u,v)\mid (x,y)\in P_{1},(u,v)\in P_{2}\}} と書ける。
もっとも小さい双角柱は、ふたつの三角形の積として得られる3,3角柱である。考える三角形が正三角形ならば、その双角柱はシュレーフリ記号を用いた積 {3} × {3} として書ける。この双角柱は頂点を9個持つ。
四次元立方体を、たがいに直交する大きさの等しい正方形の積として得られる双角柱 {4} × {4} として構成することもできる（頂点数 16）。

## 三項の積
六次元より高次では、二次元以上の多面体みっつのデカルト積となる超多面体として、三重角柱 (triaprism, tri-prism) が考えられる。直積因子がそれぞれ j, k, l-次元多面体である三重角柱は (j + k + l)-次元多面体となる。
もっとも次元の低い場合が、みっつの多角形の積として書ける六次元多面体である。最小の例として、三つの正三角形の積、シュレーフリ記号で {3} × {3} × {3} と書ける、27 頂点を持つ多面体が挙げられる。これは一様超多面体である。
六次元立方体は、三重角柱 {4} × {4} × {4} として構成できる。

## 注